# Rio Vändra
O Rio Vändra é um rio nos condados de Pärnu, Järva e Rapla, na Estónia. O rio corre ao longo de 50,1 km e o tamanho da bacia é de 254,9 km². O rio desagua no rio Pärnu.